# Liste der Kulturdenkmale in Ziegelhausen
In der Liste der Kulturdenkmale in Ziegelhausen sind die unbeweglichen Bau- und Kunstdenkmale des Heidelberger Stadtteils Ziegelhausen aufgelistet. In der Stadt Heidelberg befinden sich rund 2900 denkmalgeschützte Gebäude.
Die nachstehende Wikipedia-Liste ist nicht rechtsverbindlich und entspricht möglicherweise nicht dem aktuellen Stand der offiziellen Denkmalliste vom Landesamt für Denkmalpflege Baden-Württemberg, die nicht öffentlich ist und nur bei „berechtigtem Interesse“ eingesehen werden kann. Eine rechtsverbindliche Auskunft ist lediglich auf Anfrage bei der zuständigen Unteren Denkmalschutzbehörde erhältlich.

## Kriterienkatalog
Für die Begründung des Erhalts eines Denkmals müssen immer mehrere Argumente aufgeboten werden. Zu diesen zählen historische wie künstlerische Werte, aber auch Werte für Heimat- und Technikgeschichte (z. B. das Tunnelbelüftungsgebäude am Königstuhl). Das öffentliche Interesse für den Schutz gilt es zu begründen, wozu auch der Wissens- und Erkenntnisstand von Sachverständigen gefragt ist. Es reicht nicht aus, ein Denkmal als einfach „schön“ zu empfinden.
Hinweise zur Tabelle:
- Bild: Zeigt ein ausgewähltes Bild aus Commons, „Weitere Bilder“ verweist auf die Bilder im Medienarchiv Wikimedia Commons.
- Bezeichnung: Nennt den Namen, die Bezeichnung oder die Art des Kulturdenkmals.
- Lage: Straßenname und Hausnummer oder Flurstücknummer des Kulturdenkmals, gegebenenfalls auch den Ortsteil. Die Grundsortierung der Liste erfolgt nach dieser Adresse. Der Link (Karte) führt zu verschiedenen Kartendiensten mit der Position des Kulturdenkmals. Fehlt dieser Link, wurden die Koordinaten noch nicht eingetragen. Sind diese bekannt, können sie über ein Tool mit einer Kartenansicht einfach nachgetragen werden. In dieser Kartenansicht sind Kulturdenkmale ohne Koordinaten mit einem roten bzw. orangen Marker dargestellt und können durch Verschieben auf die richtige Position in der Karte mit Koordinaten versehen werden. Kulturdenkmale ohne Bild sind an einem blauen bzw. roten Marker erkennbar.
- Datierung: Baubeginn, Fertigstellung, Datum der Erstnennung oder grobe zeitliche Einordnung entsprechend des Eintrags in der zuständigen Denkmaldatenbank (Landesamt für Denkmalpflege Baden-Württemberg).
- Beschreibung: Kurzcharakteristik des Kulturdenkmals.

## Kulturdenkmale in Ziegelhausen
| Bild           | Bezeichnung                                                                  | Lage                                                                           | Datierung                                                                                                | Beschreibung | ID |
| -------------- | ---------------------------------------------------------------------------- | ------------------------------------------------------------------------------ | --- | --- | -- |
|                | Boseckerstein                                                                | Bingheimerlochsteigweg, Bärenbachweg (an der Gabelung beider Waldwege) (Karte) | 1849 | Gedenkstein für den Waldarbeiter Johann Bosecker, der bei Baumfällarbeiten von einem Baum erschlagen wurde. | BW |
|                | Wohn- und Geschäftshaus                                                      | Brahmsstraße 1 (Karte)                                                         | 1913 | errichtet vom Architekten Adam Hummel |    |
|                | Gasthaus Zur Pfalz                                                           | Brahmsstraße 2 (Karte)                                                         | 1711 | Im Jahr 1711 (wohl) durch Ausbau eines älteren Gebäudes entstanden. Gasthaus bis Ende 18. Jh. 1790 Wohnhaus der Försterfamilie Bronn, nach 1850 zur Salpeterfabrik Dr. Philipp Pauli/Oggersheim gehörig, ca. 1894 Kinderheim, 1934 Schwesternwohnheim und Kinderschule. |    |
|                | Gasthaus Zum goldenen Ochsen                                                 | Brahmsstraße 6 (Karte)                                                         | 18. Jh.                                                                                                  | Im 18. Jh. als Ausbau des ältesten in Ziegelhausen belegten Gasthauses entstanden. 1931 zerstörte ein Brand den Dachstuhl. Im Jahr 1984/85 wurden beim Ausbau zum Kulturzentrum Nebengebäude angefügt. Neben der Funktion als Gasthaus wurden in dem Gebäude auch juristische Kleinverfahren durchgeführt. |    |
| Weitere Bilder | Reformierte Kirche mit Pfarr- und Schulhaus                                  | Brahmsstraße 8 (Karte)                                                         | 1733 | Die Kirche wurde 1733 nach Plänen von Johann Jakob Rischer auf den Mauern des Schönauer Kornhauses von 1417 errichtet. Im Jahr 1776 wurde eine Orgel eingebaut. 1973/78 wurde Kirche und Pfarrschulhaus durch den Fabrikanten und Sammler Max Berk zum Textilmuseum ausgebaut. |    |
|                | Gefallenendenkmal für die Soldaten des deutsch-französischen Krieges 1870/71 | Friedhofweg 27 (Karte)                                                         | 1902 | |    |
|                | Türgewände                                                                   | Hahnbergweg 3 (Karte)                                                          | 16. Jh.                                                                                                  | Baulicher Rest eines Kurfürstlichen Forsthauses, dessen Entstehung bis in das 16. Jh. zurückreicht. | BW |
|                | Russenstein                                                                  | Haarlaßweg (Karte)                                                             | 1815 | Sandsteinplatte die an den Kutscher der russischen Großfürsten erinnert, der im Haarlaß logierte und am 22. Juni 1815 im damals noch unregulierten Neckar ertrank, als er dort Pferde tränken wollte. Gleichzeitig ist der Russenstein eine der zahlreichen Stellen, die an den Juni 1815 erinnert, als Heidelberg der politische Mittelpunkt Europas war: Nachdem Napoleon aus dem Exil auf Elba zurückgekehrt war, hielten sich in Heidelberg – dem Hauptquartier der alliierten Truppen – zahlreiche Monarchen, Fürsten, Diplomaten und hochrangige Militärs auf. | BW |
|                | Gasthaus Zur Rose                                                            | In der Neckarhelle 1/2 (Karte)                                                 | um 1800                                                                                                  | 1986 umfassend saniert |    |
|                | Brunnenstube mit Laufbrunnen                                                 | In der Neckarhelle 98 (Karte)                                                  | 1863 | Der Brunnen wurde im Zusammenhang mit der wachsenden Besiedlung der Neckarhelle angelegt. Seit den 1960er Jahren ist die Quelle im Zuge von Bauarbeiten auf dem Büchsenacker versiegt. (Bild siehe Heidelberger Geschichtsverein) | BW |
|                | Gasthaus Stiftsmühle mit Garte und Einfriedung                               | In der Neckarhelle 129/1 (Karte)                                               | 1399 | 1399 urkundlich erwähnt als „alkemulme zu Nuenburg“. Das Erscheinungsbild wird weitgehend vom Um- und Neubau in der 2. Hälfte des 19. Jh. geprägt. Nach einem Brand 1882 wurde der Mühlbetrieb eingestellt und auf den Gebäudeüberresten die „Restauration & Pension zur Stiftsmühle“ erbaut. Seit 1982 wird das Gebäude nicht mehr als Gasthaus genutzt. |    |
|                | Gasthaus und Gerberei                                                        | In der Neckarhelle 162, 168 (Karte)                                            | 1399 | 1399 als Ziegelei des Klosters Neuburg erwähnt. Nach dem Dreißigjährigen Krieg wurde ein Gasthaus eingerichtet und 1737 von den Jesuiten als große Gastwirtschaft ausgebaut. 1776 als Lederfabrik und zur Häutebehandlung genutzt. In den 1950er Jahren als elegantes Urlaubs- und Tagungshotel „Park-Hotel Haarlass“ mit 175 Betten genutzt. Seit 1990 Büro und Schulungszentrum des SAS Institute. |    |
|                | Kreuzbildstock                                                               | Kleingemünder Straße 3, Moselbrunnenweg (Karte)                                | 1478 | mit Hochwassermarken: die höchste vom Eisgang 1748, die jüngste aus dem Jahr 1947 |    |
|                | Unterer Dorfbrunnen                                                          | Kleingemünder Straße 4 (Karte)                                                 | 1824 | |    |
| Weitere Bilder | Gasthaus Zum schwarzen Adler                                                 | Kleingemünder Straße 6 (Karte)                                                 | ca. Ende de 18. Jh.                                                                                      | Ausflugs- und Vergnügungslokal mit großem Gastgarten mit Neckarblick. Um 1855 wurde ein Saalbau angefügt. |    |
|                | Wohnstallhaus mit Schuppen                                                   | Kleingemünder Straße 7 (Karte)                                                 | etwa 1770                                                                                                | |    |
|                | Wohnhaus                                                                     | Kleingemünder Straße 8 (Karte)                                                 | 1601 | |    |
|                | Wohnhaus                                                                     | Kleingemünder Straße 11 (Karte)                                                | „wohl“ spätmittelalterlich                                                                               | |    |
|                | Zigarettenfabrik                                                             | Kleingemünder Straße 12 (Karte)                                                | 1865 | |    |
|                | Wohn- und Geschäftshaus                                                      | Kleingemünder Straße 14 (Karte)                                                | 1865 | |    |
|                | Wohn- und Geschäftshaus                                                      | Kleingemünder Straße 19 (Karte)                                                | vor 1880                                                                                                 | |    |
|                | Wohnstallhaus                                                                | Kleingemünder Straße 20 (Karte)                                                | 19. Jh.                                                                                                  | |    |
|                | Wohnhaus eines Kleingehöfts                                                  | Kleingemünder Straße 25/2 (Karte)                                              | 1776 (Keller), 1803 (Inschrift im Türsturz)                                                              | |    |
|                | Gasthaus Zum Hirsch mit Saalbau                                              | Kleingemünder Straße 27 (Karte)                                                | 1894 | Eine Postkarte aus dem Jahr 1898 dokumentiert einen baumbestandenen Gastgarten mit Säulenhalle |    |
|                | Wohnhaus                                                                     | Kleingemünder Straße 29 (Karte)                                                | um 1850                                                                                                  | |    |
|                | Wohnhaus                                                                     | Kleingemünder Straße 36? (Karte)                                               | 1894 | 1901 wurde im Erdgeschoss eine Poststelle eingerichtet. |    |
|                | Verwaltungsgebäude                                                           | Kleingemünder Straße 38 (Karte)                                                | 1872 | Das Gebäude wurde für die Dampfziegelei Kühner & Co errichtet. Später wurde es als Schwesternheim mit Kleinkinderschule genutzt. |    |
| Weitere Bilder | Katholische Kirche St. Laurentius                                            | Kleingemünder Straße 39 (Karte)                                                | 1737–42                                                                                                  | 2000 entweiht |    |
|                | Wegkreuz                                                                     | Kleingemünder Straße 39 (Karte)                                                | 1770 | |    |
|                | Pfarrhaus                                                                    | Kleingemünder Straße 39/1 (Karte)                                              | 1795 | zeitweise katholische Nähschule |    |
|                | Brunnenanlage                                                                | Kleingemünder Straße 41, 43/1 (Karte)                                          | 1584 (Wasserrechte gehen an den Schultheiß für einen Teil des Wassers, den Brunnen gab es bereits zuvor) | Unter dem Gebäude 43/1 befindet sich die Brunnenstube für den bis 1902 bestehenden oberen Dorfbrunnen (am alten Friedhof, dort wo heute ein Kriegerdenkmal steht). Nach Angaben eines kundigen Ziegeläusers wurd der Brunnen später (1922) wieder aufgebaut. Vom Quellüberlauf wurde der im Vorgarten des Hauses Nr. 41 befindliche Schultheißen Brunnen gespeist. |    |
| Weitere Bilder | Staustufe Neckargemünd                                                       | Kleingemünder Straße 94, Schlierbacher Landstraße (Karte)                      | 1929 (Beginn der Bauarbeiten)                                                                            | |    |
| Weitere Bilder | Bergwerk Mausbach                                                            | (Karte)                                                                        | 1893 | 460 Meter langer Stollen, aus dem Manganerz für die Röchling-Stahlwerke in Völklingen gefördert wurde. Der Bergwerksbetrieb wurde 1896 wegen zu geringem Metallgehalt des Erzes eingestellt. |    |
|                | Wohn- und Nebengebäude eines ehemaligen Mühlgehöfts                          | Steinbachweg 4 (Karte)                                                         | 1709 | bis 1839 als Mühle genutzt |    |
|                | Neckarschule                                                                 | Peterstaler Straße 15 (Karte)                                                  | 1904/05                                                                                                  | |    |
|                | Wohnhaus mit Stallanbau und Remise                                           | Peterstaler Straße 65 (Karte)                                                  | 1927 | |    |
|                | Wohnstallhaus                                                                | Peter-Wenzel-Weg 19 (Karte)                                                    | 1834 | |    |
|                | Spolien                                                                      | Peter-Wenzel-Weg 42 (Karte)                                                    | 1953 | In der 1953 erbauten Leichenhalle wurden drei Reste der abgegangenen Peterskirche verbaut. |    |
|                | Wappenstein                                                                  | Schönauer Straße 3 (Karte)                                                     | 1725 | Die Inschrift „IPR“ steht für die Initialen von Johann Peter Reuter, dem Wirt des Gasthauses Zum Ochsen. |    |
| Weitere Bilder | Villa mit terrassiertem Garten                                               | Schönauer Straße 48 (Karte)                                                    | 1910/11                                                                                                  | Erbaut für Jakob Brunner, einem königlichen Oberbauinspektor aus Ludwigshafen. |    |
|                | Wohnstallhaus                                                                | Steinbachweg 29 (Karte)                                                        | 1815 | Durch die Eichenbalkendecke wurde die Wärme vom Vieh in die Wohnetage abgegeben. |    |
|                | Villa mit Gärtnerhaus                                                        | Stiftsweg 1 (Karte)                                                            | 1925 | Erbaut für den Kölner Industriellen Johann Maria Heimann. |    |
| Weitere Bilder | Stift Neuburg mit Klosterkirche St. Barthomomäus                             | Stiftsweg 2 (Karte)                                                            | „wohl“ 11. oder 12. Jh.                                                                                  | Die Burganlage über der Mündung des Mausbaus war wohl im 11. oder 12. Jh. entstanden. Ihr Besitzer, der Edelfreie Anselm, stiftete auf bzw. mit dieser Burg 1130 eine klösterliche Niederlassung. Sie gelangte 1165 an das Kloster Lorsch und wurde damit dem Benediktinerorden unterstellt. 1195 wurde sie in ein Nonnenkloster umgewandelt. Zwischen 1300 und 1425 war es ein Zisterzienserinnenkloster. 1562 wurde es infolge der Reformation der Geistlichen Güterverwaltung überwiesen. 1598 schenke Kurfürst Friedrich IV. es seiner Frau als „Lusthaus“.      |    |
|                | Wohnhaus                                                                     | Wilhelmsfelder Straße 21 (Karte)                                               | 1914/15                                                                                                  | Das Gebäude wurde für Schneidermeister Niklaus Jung errichtet. |    |
|                | Schul- und Rathaus                                                           | Wilhelmsfelder Straße 64 (Karte)                                               | 1898 | Das Gebäude war ursprünglich mit einer Gefängniszelle, einem Raum für die Feuerspritze und einer Lehrerwohnung ausgestattet und wurde mehrfach um- und angebaut, zuletzt im Jahr 2002. |    |
| Weitere Bilder | Kath. Pfarrkirche St. Peter                                                  | Wilhelmsfelder Straße 101 (Karte)                                              | 1896/97                                                                                                  | Die Kirche wurde 1904 konsekriert (geweiht). Die katholische Gemeinde Peterstal gehörte seit 1914 als Filiale zur Mutterpfarrei Ziegelhausen, d.h. es gab keinen eigenen Pfarrer. |    |
|                | Schwesternhaus                                                               | Wilhelmsfelder Straße 103 (Karte)                                              | 1898 | Die Schwestern betrieben eine Kinderschule, eine Nähschule, Jugend-, Alten- und Handarbeitskreise sowie Krankenpflege. |    |